# Anton Hergenröder
Anton Hergenröder (* 4. April 1910 in Bamberg; † 18. Mai 1995 ebenda) war ein deutscher Kommunalpolitiker (CSU).

## Leben
Anton Hergenröder war gelernter Großhandelskaufmann und Eisen-, Eisenwaren- und Glasgroßhändler. Er gehörte 1945 zu den Mitbegründern der Christlich-Sozialen Union in Bayern und war von 1949 bis 1976 dessen Vorsitzender des CSU-Bezirksverbandes Oberfranken.
Seit dem Ende des Zweiten Weltkrieges war er Mitglied des Stadtrats Bamberg (1946–1990) und Ehrenamtlicher Bürgermeister (Zweiter Bürgermeister) von Bamberg (1946–1956) sowie Kultur- und Schulreferent der Stadt. Er war Bezirkstagspräsident von Oberfranken (1962–1982). 1949 und 1954 gehörte er der Bundesversammlung an, die jeweils Theodor Heuss zum Bundespräsidenten wählte.
Hergenröder engagierte sich in zahlreichen Vereinen. Er war u. a. Vorsitzender des Altenburgvereins Bamberg. In Bamberg war er Initiator des Aufbaus der Volkshochschule, zusammen mit Peter Schneider engagierte er sich für den Wiederaufbau des Stadttheaters und die Etablierung der Bamberger Symphoniker.
Für sein Wirken wurde er mit dem Großen Goldenen Bundesabzeichen des Frankenbundes sowie der Altenburgmedaille ausgezeichnet sowie mit dem Bundesverdienstkreuz und (am 7. Dezember 1964) mit dem Bayerischen Verdienstorden geehrt.
1965 wurde er von Kardinal-Großmeister Eugène Kardinal Tisserant zum Ritter des Ritterordens vom Heiligen Grab zu Jerusalem ernannt und am 1. Mai 1965 in München durch Lorenz Kardinal Jaeger, Großprior der deutschen Statthalterei, investiert. Er war zuletzt Großoffizier des Ritterordens.
Sein Grab befindet sich in der 1. Abteilung an der Gönningerkapelle des Hauptfriedhofes Bamberg.